# Trie-la-Ville
Trie-la-Ville is een gemeente in het Franse departement Oise (regio Hauts-de-France) en telt 327 inwoners (1999). De plaats maakt deel uit van het arrondissement Beauvais.

## Geografie
De oppervlakte van Trie-la-Ville bedraagt 4,5 km², de bevolkingsdichtheid is 72,7 inwoners per km².
De onderstaande kaart toont de ligging van Trie-la-Ville met de belangrijkste infrastructuur en aangrenzende gemeenten.

## Demografie
Onderstaande figuur toont het verloop van het inwonertal (bron: INSEE-tellingen).